# Eliyahu Bet-Zuri
Eliyahu Bet-Zuri (1922 - 22 de Março de 1945) foi um membro do grupo armado sionista Lehi, conhecido por ter sido condenado e executado pelo assassinato do Ministro Britânico Walter Guinness.
Bet-Zuri nasceu na cidade de Tel Aviv, cursou a Universidade Hebraica de Jerusalém. Ingressou no movimento paramilitar sionista Irgun que realizou operações durante o Mandato Britânico da Palestina. Deixou o Irgun para aderir ao clandestino grupo armado Lehi, que tinha como objetivo expulsar os britânicos que estavam em território palestino para que a área pudesse ser ocupada por judeus na configuração de um Estado Judaico.
No dia 6 de Novembro de 1944, juntamente com Eliyahu Hakim, assassinou o Ministro Britânico Walter Guinness na cidade de Cairo. Pouco tempo depois, foram capturados e presos, submetidos a julgamento por tribunal que os condenou à morte por enforcamento no dia 22 de Março de 1945.